# Абакаразун
Абакаразун (ум. в 1476) — эфиопский монах, основатель общины стефанитов, названной так в честь его старшего сподвижника Эстефаноса, проповедовавшего монастырское нестяжание, аскетизм и отрицавшего авторитет царя в деле церковных вопросов; после его смерти организовал общину единомышленников и стал её главой. Царь Зара Якоб, пытавшийся провести религиозную реформу, объявил их еретиками; в конце концов стефаниты доказали, уже после смерти Абакаразуна, своё правоверие и продолжали духовную деятельность.